# Laura Avena
Laura Avena (* 28. Januar 1991 in Cēsis) ist eine ehemalige lettische Volleyball- und Beachvolleyballspielerin, die 2009 Meisterin ihres Heimatlandes im Sand wurde.

## Karriere
Laura Avena begann trotz einer überstandenen Leukämie mit dem Volleyball im 1. Staatsgymnasium Riga. Bis 2009 kam sie auch in der lettischen Nationalmannschaft zum Einsatz. Im Beachvolleyball stand Avena 2007 mit Ilze Liepiņlauska im Achtelfinale der U18-Europameisterschaften und eine Saison später bei der gleichen Veranstaltung in der Runde der besten acht. 2009 gelang es den beiden Lettinnen, bei den U19-Welttitelkämpfen zu den besten sechzehn Teams des Turniers zu gehören. Bei den U20-EM reichte es nur zum neunzehnten Platz. Dagegen standen sie bei der lettischen Meisterschaft im gleichen Jahr auf der obersten Stufe des Podests. Anschließend beendete Avena ihre Beachkarriere. Von 2010 bis 2013 war Avena beim Macalester College im US-amerikanischen Saint Paul, Minnesota neben einem Chemiestudium auch im Hallenvolleyball aktiv.